# 207 км
207 км — казарма (населённый пункт) в Амурском районе Хабаровского края. Входит в состав Болоньского сельского поселения.

## География
Населённый пункт находится в центральной части Хабаровского края, в средней части района, в пределах Среднеамурской низменности у реки Харпи, на железнодорожной линии между разъездом Хевчен и казармой 213 км.

## История
Населённый пункт возник при строительстве на железнодорожной линии Волочаевка II — Комсомольск-на-Амуре (дата открытия 1940 год).

## Население
| 2002 | 2010 | 2011 | 2012 | 2021 |
| ---- | ---- | ---- | ---- | ---- |
| 7    | ↗15  | →15  | →15  | ↘11  |

## Инфраструктура
Путевое хозяйство. Действует остановочный пункт 207 км.